# Juan Larrea (homme politique)
Pour les articles homonymes, voir Juan Larrea et Larrea (homonymie).
Juan Larrea (Mataró, Catalogne, Espagne, 24 juin 1782 - Buenos Aires, 20 juin 1847) est un homme d’affaires et homme politique espagnol, établi à Buenos Aires au début du XIXe siècle.
Il commanda une unité militaire lors de la seconde des deux invasions britanniques du Río de la Plata, et travailla ensuite au Cabildo de Buenos Aires. Il prit part en 1809 au coup de force manqué qu’avait fomenté Martín de Álzaga. Dans la Première Junte, premier gouvernement national de l’Argentine, lui et Domingo Matheu étaient les seuls membres péninsulaires, c'est-à-dire nés en Espagne. Au sein de ce même gouvernement, il appuya le secrétaire Mariano Moreno, ce qui lui valut, lorsque les morénistes furent évincés du gouvernement à la suite des événements d’avril 1811, d’être relégué vers la lointaine ville de San Juan. Il revint dans la capitale au titre de député de Córdoba à l’Assemblée constituante de l’an XIII, où il fut à l’origine d’un grand nombre de résolutions. Aux côtés de Carlos María de Alvear, il mit au point la stratégie qui permit de faire tomber la place-forte royaliste de Montevideo, qui avait représenté jusque-là une menace permanente pour Buenos Aires durant la guerre d’indépendance de l’Argentine. À la suite de désaccords politiques qui l’opposèrent, en dépit de la victoire militaire, à l’amiral William Brown, et d’une crise économique à laquelle il eut à faire face, il fut condamné pour malversation et exilé du pays en 1815.
Il vécut à Bordeaux, en France, mais retourna à Buenos Aires après que son décret de bannissement eut été levé à la faveur d’une loi d’amnistie de 1821. Il servit comme consul pendant un temps, mais ses affaires périclitèrent, et il se suicida le 20 juin 1847. Il fut le dernier membre survivant de la Première Junte.

## Biographie

### Jeunes années et arrivée dans la Vice-royauté
Juan Larrea naquit en 1782, dans la ville de Mataró, en Catalogne espagnole, d’un père employé des douanes de cette même ville. Après avoir poursuivi d’abord des études de mathématiques et de navigation, Larrea réorienta ensuite sa formation en vue d’une carrière dans le commerce. Devenu chef de famille à la mort de son père en 1793, il décida vers l’année 1800 de se transporter avec ses proches à Buenos Aires, où il fonda un entrepôt de vins, de cuir et de sucre. Il fit commerce avec le Pérou, le Haut-Pérou, le Paraguay, le Chili et le Brésil, réussissant à accumuler en peu de temps une considérable fortune. Il se lia avec le groupe de commerçants engagés dans le commerce avec le port de Cadix et que dirigeait Martín de Álzaga. Vers 1806, il était un homme d’affaires respecté, membre du Consulat de commerce de Buenos Aires. Il fit en sorte de renforcer le rôle des députés de Buenos Aires à la cour de Madrid, d’améliorer la représentation de la vice-royauté du Brésil et de réduire les privilèges des négociants péninsulaires (c'est-à-dire espagnols de naissance).
Buenos Aires et d’autres villes proches eurent à faire face aux offensives anglaises contre le Río de la Plata en 1806 et 1807. Lors de la seconde de ces offensives, et en l’absence de renforts en provenance d’Espagne, le vice-roi Jacques de Liniers disposa que toute personne à Buenos Aires capable de porter les armes eût à prendre part à la résistance. Larrea fonda, conjointement avec Jaime Nadal y Guarda, Jaime Lavallol et José Olaguer Reynals, la Légion des Volontaires catalans (en esp. Tercio de Miñones de Cataluña), dont il fut désigné capitaine. Les Portègnes, se défendant avec succès, réussirent à repousser les Britanniques hors de la vice-royauté.
Les affaires de Larrea prospéraient, et en 1808, le Cabildo de Buenos Aires fit appel à lui pour commander une patrouille navale chargée de saisir les cargaisons de contrebande, ce qui lui offrit l’occasion de mettre en œuvre ses compétences de marin. Dans le même temps, il participait aux réunions secrètes des patriotes, lesquels œuvraient pour des changements politiques majeurs dans la Vice-royauté. Il fut ainsi porté à s’engager dans le coup de force monté en 1809 par Martín de Álzaga, par lequel celui-ci visait à destituer le vice-roi Liniers pour lui substituer une junte de gouvernement. La mutinerie cependant échoua, mais les patriotes n’en continuèrent pas moins de comploter, jusqu’à parvenir en 1810, par la révolution de Mai, à déposer le vice-roi nouvellement nommé, Baltasar Hidalgo de Cisneros. Larrea, quoique n’ayant pas pris part aux débats du cabildo ouvert, fut nommé membre de la Première Junte, comité de gouvernement issu de la révolution de Mai, et premier gouvernement autonome de l’Argentine.

### Première Junte
Si le prestige dont jouissait Larrea en tant qu’homme d’affaires influent dut certes contribuer à ce qu’il fût désigné membre de la Première Junte, la raison précise de cette désignation demeure, comme du reste pour la plupart des autres membres, assez peu claire ; d’aucuns ont estimé que la compositon de la Junte avait été déterminée par la nécessité de maintenir un équilibre entre charlottistes et alzaguistes. Larrea renonça à ses émoluments de membre de la Junte et s’attacha à lever des fonds en vue d’une prévisible guerre d’indépendance. De concert avec Manuel de Sarratea, il esquissa un nouveau code de commerce pour l’Argentine, et prit soin également que le bannissement du ci-devant vice-roi Cisneros fût bien exécuté en obtenant, contre argent, du capitaine du navire sur lequel Cisneros avait été embarqué, le Dart, l’assurance qu’il s’interdirait toute escale avant d’avoir atteint les îles Canaries, sur la rive opposée de l’Atlantique. Il prit position pour l’exécution de Liniers, à la suite de l’échec de la contre-révolution menée par celui-ci, et soutint le secrétaire Mariano Moreno contre le président de la Junte Cornelio Saavedra. En décembre 1810, Larrea vota en faveur de ce que les députés envoyés par les villes de l’intérieur fussent intégrés dans la Junte, quoiqu’il eût auparavant déclaré être opposé à cette proposition. Par cet élargissement de l’exécutif, Saavedra avait en vue de réduire l’influence de Moreno au sein de la Junte.
La proposition d’élargissement ayant été adoptée par une majorité de députés, la Première Junte se mua, par l’incorporation des nouveaux députés, en ce qu’il est convenu d’appeler la Grande Junte. La démission subséquente de Mariano Moreno, et la mort de celui-ci en haute mer par suite d’un empoisonnement vraisemblablement accidentel, n’eurent pas pour effet de mettre un terme aux conflits entre morénistes et saavédristes. Une tentative de coup de force par des militaires morénistes fut déjouée, et suscita une réaction vigoureuse des saavédristes les 5 et 6 avril 1811, sous la forme d’un mouvement de masse devant le Cabildo de Buenos Aires, réclamant le limogeage de tous les morénistes encore présents au gouvernement, y compris Larrea, lequel, accusé d’avoir adhéré à des factions séditieuses et mis en péril la sécurité publique, fut destitué, fait prisonnier, et transporté d’abord vers la ville proche de Luján, ensuite vers la lointaine cité de San Juan.

### Retour en politique

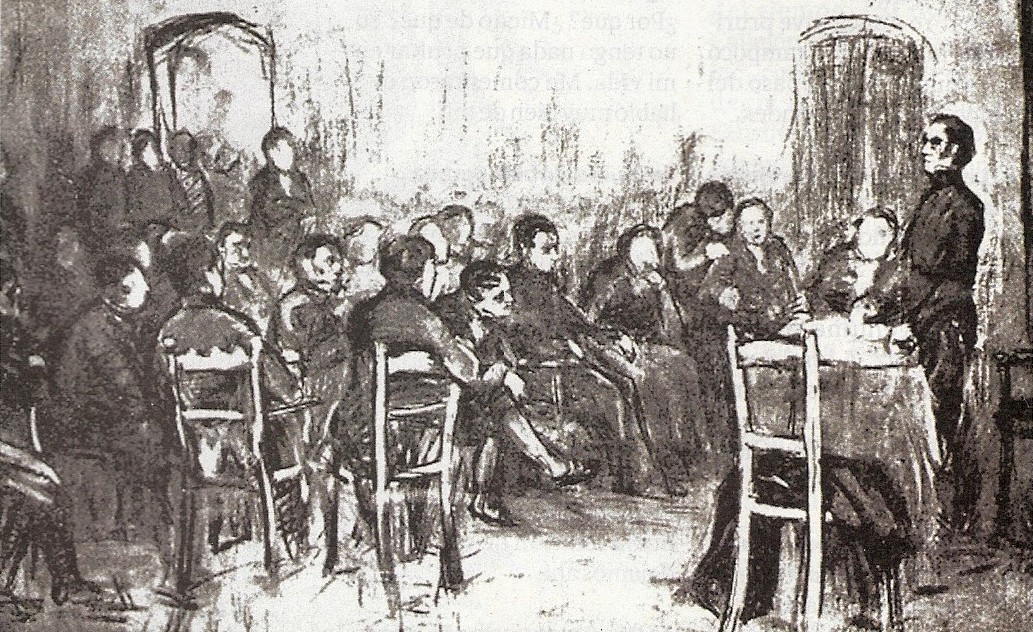
Réunion de l’Assemblée de l’an XIII. Lithographie de l’époque.

À San Juan, Larrea se voua de nouveau à ses activités commerciales, se dérobant à la politique jusqu’en 1812. Après que la révolution du 8 octobre 1812 eut ramené les morénistes au pouvoir, Larrea put regagner Buenos Aires. Il renoua avec son engagement politique en se faisant élire en 1913 député pour Córdoba à l’Assemblée constituante de l’an XIII.
Siégeant à ladite assemblée, Larrea fit adopter une loi douanière qui, si elle imposait une taxe sur la plupart des importations, en exonérait toutefois les machines, les outils scientifiques, les livres, les armes et les fournitures militaires. Il instaura une monnaie locale, et équipa l’armée du Nord. Le système de rotation auquel était soumis la présidence de l’assemblée donna à Larrea l’occasion de la présider du 30 avril au 1er juin 1813 ; au cours de cette période, l’assemblée prohiba la pratique de la torture et abolit l’ensemble des titres nobiliaires, et choisit aussi l’hymne national argentin officiel.
Larrea servit brièvement dans le second triumvirat, suppléant José Julián Pérez comme ministre des finances, jusqu’à ce que l’assemblée eût remplacé le triumvirat par le Directoire, régime dans lequel le pouvoir exécutif était placé entre les mains d’une seule personne, le Directeur suprême. Gervasio Antonio de Posadas, le premier Directeur suprême désigné, se montra préoccupé de la menace constante que constituait pour Buenos Aires la ville de Montevideo, place-forte sise sur la rive opposée du Río de la Plata, et qui se trouvait aux mains des royalistes depuis le début de la guerre d’indépendance. Lorsque le Directeur suprême Carlos María de Alvear entreprit de compléter par un blocus maritime le siège déjà mis devant Montevideo, le savoir-faire de Larrea vint à point nommé. Tandis qu’Alvear mettait au point la stratégie militaire, Larrea se chargeait des aspects financiers, en rédigeant un rapport sur la nature, le coût et la puissance de la force navale proposée, et sur les capitaines et les marins qui seraient nécessaires à l’entreprise, tout en y apportant aussi ses propres deniers ; il alla négocier avec l’Américain William White, et fit appel à l’amiral irlandais William Brown pour diriger l’offensive. Les forces royalistes de Montevideo furent finalement vaincues en juin 1814,.

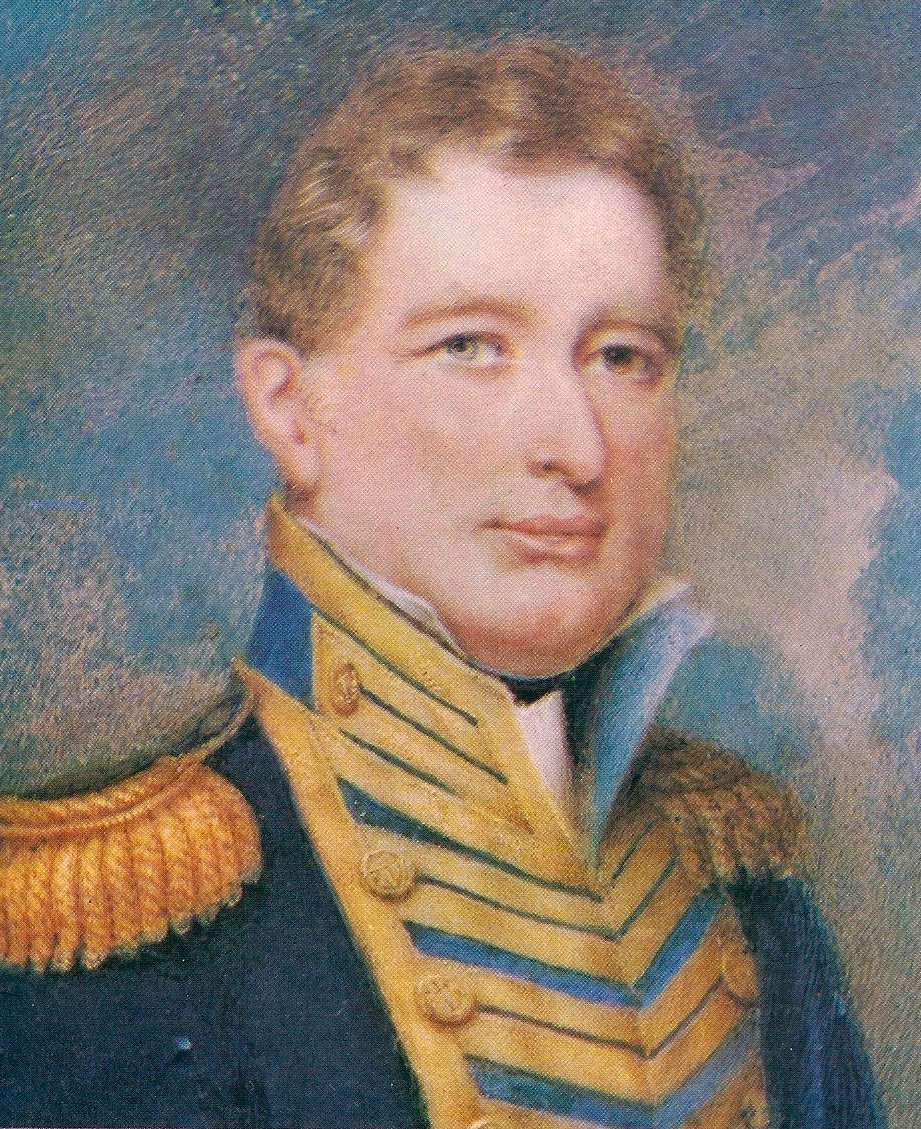
L'amiral William Brown était en mauvaise entente avec Juan Larrea.

Larrea ne s’entendait pas bien avec Brown, qui lui reprochait de ne pas tenir ses engagements et d’être responsable des insuffisances d’approvisionnement, voire du mécontentement chez les marins. Buenos Aires ne pouvant s’appuyer sur aucune tradition navale, la plupart des hommes recrutés dans la campagne navale étaient des étrangers, dont l’engagement personnel dans la guerre était souvent limité. Après la prise de Montevideo, Larrea requit Brown d’en référer désormais directement au ministre de la guerre, et de ne plus correspondre avec lui. Ce nonobstant, les dissensions persistèrent. Pour faire face à la crise économique provoquée par la guerre, Larrea en vint non seulement à vendre les vaisseaux capturés, mais encore à désaffecter sa propre flotte puis à se dessaisir des navires appartenant au gouvernement ; cependant, les marins se plaignirent de ce qu’ils n’avaient reçu ni leur solde, ni leur récompense pour la victoire militaire, ni leur cote-part sur la vente des vaisseaux capturés. Larrea et White en furent tenus responsables, et Larrea, dès après qu’il eut encore signé l’ordre de création d’une infanterie et d’un régiment de cavalerie pour l’armée des Andes, remit sa démission vers la fin de l’année 1814. Larrea rendit White responsable du conflit toujours en suspens sur la rétribution des marins, expliquant qu’il avait disposé que White aurait à régler le versement des soldes. Alvear démissionna en 1815 à la suite de la mutinerie d’Álvarez Thomas, et tous les membres de son gouvernement furent mis en jugement. Larrea se vit accusé d’abus de pouvoir, de fraude administrative et de malversation aux dépens du trésor public. Il fut condamné à la confiscation de tous ses biens et à l’exil,.

### Exil et retour à Buenos Aires
Banni, Larrea se fixa en France, à Bordeaux, et fit du commerce avec quelques-uns de ses anciens associés. Il continua de correspondre avec Bernardino Rivadavia, et en 1818, déménagea à Montevideo, alors sous domination brésilienne. De là, il s’efforça de resserrer les contacts qu’il avait gardés à Buenos Aires, et fut finalement autorisé à retourner dans la capitale argentine en 1822, à la faveur d’une mesure d’amnistie nommée loi d’Oubli (esp. Ley de Olvido).
Dès lors, Larrea évita les activités politiques et se voua tout entier à ses affaires. Il fonda un service de messageries entre Buenos Aires et le Havre, mais l’entreprise échoua. Il se lança ensuite dans le négoce de bétail, tant à Buenos Aires qu’à Montevideo. Il fut nommé consul des Provinces-Unies par le gouverneur Manuel Dorrego, et se retrouva de nouveau à Bordeaux, ayant mission de renforcer les relations commerciales avec la France.
En 1830, peu après la première nomination de Juan Manuel de Rosas comme gouverneur de Buenos Aires, il se démit de ses fonctions de consul et, une fois de plus, se tourna entièrement vers ses affaires privées, séjournant tantôt à Montevideo ou à Colonia del Sacramento, tantôt à Bordeaux, avant de retourner de nouveau à Buenos Aires ; cependant, ses affaires avaient entre-temps commencé à péricliter, et il décida de se suicider le 20 juin 1847. Il fut le dernier membre survivant de la Première Junte.